# Нілтон де Сорді
Нілтон де Сорді (порт. Nílton de Sordi, нар. 14 лютого 1931, Пірасікаба — пом. 24 серпня 2013, Бандейрантіс), також відомий під псевдонімом Ньютон де Сорді (порт. Newton de Sordi) — бразильський футболіст, що грав на позиції захисника. По завершенні ігрової кар'єри — футбольний тренер.
Майже усю кар'єру провів у складі «Сан-Паулу», ставши кумиром і легендою клубу , а також виступав за національну збірну Бразилії, у складі якої став чемпіоном світу.

## Клубна кар'єра
У дорослому футболі дебютував 1949 року виступами за «XV листопада» (Пірасікаба), в якій провів три сезони.
Своєю грою за цю команду привернув увагу представників тренерського штабу «Сан-Паулу», до складу якого приєднався в січні 1952 року. Відіграв за команду із Сан-Паулу наступні чотирнадцять сезонів своєї ігрової кар'єри. Більшість часу, проведеного у складі «Сан-Паулу», був основним гравцем захисту команди. За цей час двічі виборював титул переможця Ліги Пауліста, який, за відсутності єдиного чемпіонату Бразилії, був найпрестижнішим турніром для клубів штату.
Завершив професійну ігрову кар'єру у нижчоліговому клубі «Бандейранте», за який виступав протягом сезону 1966 року.

## Виступи за збірну
1955 року дебютував в офіційних матчах у складі національної збірної Бразилії.
У складі збірної був учасником розіграшу Кубка Америки 1956 року в Уругваї та чемпіонату світу 1958 року у Швеції, здобувши того року титул чемпіона світу, причому відігравши в усіх матчах, крім фіналу.
Протягом кар'єри у національній команді, яка тривала 7 років, провів у формі головної команди країни 22 матчі.

## Кар'єра тренера
Після завершення кар'єри гравця залишився в клубі «Бандейранте», де працював тренером на різних рівнях до 1977 року.
24 серпня 2013 року помер на 83-му році життя від поліорганної недостатності.

## Титули і досягнення
- Переможець Ліги Пауліста (2):

«Сан-Паулу»: 1953, 1957
- Чемпіон світу (1):

Бразилія: 1958